# Theridiosoma argenteolunulatum
Espèce
Synonymes
- Theridiosoma argenteo-lunulatum Simon, 1897

Theridiosoma argenteolunulatum est une espèce d'araignées aranéomorphes de la famille des Theridiosomatidae.

## Distribution
Cette espèce se rencontre au Venezuela et aux Antilles.

## Description
La femelle holotype mesure 3 mm.

## Publication originale
- Simon, 1897 : Études arachnologiques. 27e Mémoire. XLII. Descriptions d'espèces nouvelles de l'ordre des Araneae. Annales de la Société entomologique de France, vol. 65, p. 465-510 (texte intégral).